# David Seaman
Pour les articles homonymes, voir Seaman.
David Seaman, né le 19 septembre 1963 à Rotherham, est un footballeur international anglais évoluant au poste de gardien de but. 
Au cours de sa carrière entamée à Leeds United en 1981, Seaman a remporté de nombreux trophées. Lors de son passage à Arsenal, il remporte le titre de champion à trois reprises, la FA Cup à quatre reprises, une Coupe de la Ligue, quatre Community Shield et la Coupe d'Europe des vainqueurs de Coupes.
Il honore également 75 sélections avec l'équipe d'Angleterre en participant à deux Championnat d'Europe, étant élu dans l'équipe type de l'édition 1996 ainsi que deux Coupes du Monde.

## Biographie
Né à Rotherham, Seaman commence sa carrière à Leeds, son club de cœur, qu'il rejoint en 1981. Mais il n'est pas désiré par le manager de l'époque, Eddie Gray, pourtant son joueur préféré, et rejoint donc Peterborough United en 1982 contre un chèque de 4 000 £. Après 109 match disputés avec les Posh, il quitte la 4e division au début de la saison 1984/85 pour rallier Birmingham City en 2e division, en échange de 100 000 £. Dès sa première saison, l'équipe termine 2e et est promue en Première Division. Mais Seaman et les siens terminent à la 21e place la saison suivante et finissent relégués. Seaman reste lui en D1, puisque Queen Park Rangers débourse 225 000 £ pour le recruter à l'été 1986. Il dispute au total 175 rencontres pour le club londonien. C'est d'ailleurs sous ce maillot de QPR qu'il est convoqué pour la première fois avec les Three Lions, avec une première sélection en 1988 contre l'Arabie saoudite (match nul 1-1). 

### Consécration à Arsenal (1990-2003)
En 1989, après avoir arraché le titre de champion, Arsenal tente déjà de recruter Seaman du côté d'Highbury, mais le transfert échoua car John Lukic, qui devait faire le chemin inverse en prêt, refusa. Un an plus tard, les Gunners parviennent à le récupérer contre 1,3 M£, un record de transfert britannique pour un gardien de but à cette époque. Lukic, pourtant très populaire chez les fans, quittera le club pour rallier Leeds. 
Seaman parvient à conquérir les fans en très peu de temps. Pour sa première saison avec Arsenal, il dispute la totalité des 38 matchs de championnat, finissant avec 23 matchs sans encaisser de but et avec la meilleure défense avec 18 buts encaissés seulement. Arsenal sera sacré champion d'Angleterre en fin de saison et Seaman sera nommé dans l'équipe type du championnat. Durant la saison 1992/93, il dispute toutes les rencontres de FA Cup et League Cup, qu'Arsenal réussit chacune à remporter. Un an plus tard, malgré une côte cassée et avec des injections anti-douleur, Seaman réalise une grande rencontre contre Parme et Arsenal remporte la Coupe d'Europe des vainqueurs de coupe. Après le licenciement de George Graham en février 1995, Arsenal est proche de conserver son titre la saison suivante, mais s'incline finalement en finale contre le Real Saragosse. En demi-finale, David Seaman réalise de nouveau une prestation de haute volée, en arrêtant les penaltys de Mihajlović, Jugović et Lombardo lors de la séance des tirs au but, le tout en jouant avec deux côtes cassées. 
Avec la nomination d'Arsène Wenger en 1996, David Seaman est nommé dans l'équipe de la saison en Premier League sur la saison 1996/97, bien qu'il n'ait joué que 22 rencontres de championnat (pour 10 clean sheets). Arsenal retrouve ensuite les sommets en championnat et réalise le doublé Premier League/FA Cup lors de la saison 1997/98. La saison suivante, Arsenal échoue un point derrière Manchester United pour le titre (80 points contre 79 pour les Gunners), malgré une défense de fer (15 buts encaissés par Seaman, 2 buts en 6 matchs pour sa doublure Alex Manninger). Lors de la saison 1999/00, Arsenal finit 3e de son groupe en Ligue des champions mais se hisse jusqu'en finale de la Coupe UEFA. En finale face à Galatasaray, Seaman parvient à garder sa cage inviolée mais ne peut rien lors de la séance de tirs au but. En avril 2001, il signe une prolongation d'un an de son contrat avec Arsenal. 
Lors de saison 2000/01, il est de nouveau éloigné des terrains près de 3 mois entre octobre et janvier, mais réussit tout de même 10 clean sheets en 24 matchs de championnat. En Ligue des champions, Arsenal est éliminé par le futur finaliste, Valence, en 1/4 de finale. En FA Cup, Arsenal se hisse jusqu'en finale mais doit s'incliner sur un doublé de Michael Owen en fin de rencontre. Durant la saison 2001/02, c'est près de 5 mois qu'il doit manquer (soit 30 matchs), avant de revenir face au Bayer Leverkusen en février 2002. Arsenal réalise un nouveau doublé Premier League/FA Cup, Seaman est titulaire dans les cages en finale face à Chelsea, où Arsenal s'impose 2-0. Seaman dispute 25 matchs sur la saison TCC, pour 11 clean sheets. 
Lors de la saison 2002/03, Arsenal est en course pour réaliser un nouveau doublé. Ironie du sort, c'est face à son club de cœur, Leeds, qu'il dispute son dernier match à Highbury sous le maillot d'Arsenal, mais les Gunners s'inclinent 3-2. Cette défaite empêchera les Gunners de remporter le titre, qui reviendra à Manchester United. En FA Cup, la 1/2 finale face à Sheffield United voit Seaman réaliser une performance exceptionnelle, pour son 1000e match en professionnel. Arsenal mène 1-0 contre les Blades grâce à Fredrik Ljungberg. À la 84e minute, à la suite d'un corner pour Sheffield, le ballon arrive sur Paul Peschisolido, qui n'a plus qu'à pousser le ballon dans le but vide. Pourtant battu, Seaman réalise alors un arrêt sensationnel de la main droite, qui sera qualifié de « meilleur arrêt que j'ai jamais vu » par Peter Schmeichel, ancien gardien de Manchester United et consultant pour la BBC ce jour-là. Arsenal s'impose finalement et retrouve Southampton en finale au Millennium Stadium de Cardiff. Seaman, capitaine du jour en l'absence de Patrick Vieira, dispute son 564e et dernier match pour Arsenal. Les Gunners s'imposent 1-0 et David Seaman peut soulever son 9e trophée pour les Gunners.

### Dernière saison à Manchester City (2003-2004)
À l'été 2003, libéré par Arsenal, il signe pour Manchester City. Il dispute son premier match pour City face aux New Saints (victoire 5-0) lors du tour de qualification de la Coupe UEFA. Mais son séjour tourne court. Le 10 janvier 2004, face à Portsmouth en Premier League, à la suite d'un affrontement avec Yakubu Aiyegbeni, l'attaquant des Pompey, il se blesse à l'épaule et doit céder sa place après seulement 13 minutes de jeu, pour ce qui devient le dernier match de sa carrière puisqu'il annonce par la suite sa retraite immédiate, à l'âge de 40 ans. 

### Sélection (1984-2002)
Il est sélectionné à 10 reprises en équipe d'Angleterre espoirs lorsqu'il évolue à Birmingham City.  
En 1988, il fait ses débuts en sélection d'Angleterre avec un match nul 1-1 contre l'Arabie saoudite. Il est sélectionné en tant que troisième gardien pour la Coupe du monde 1990, derrière les expérimentés Peter Shilton et Chris Woods. Malheureusement, après s'être blessé au pouce à l'entraînement, Seaman déclare forfait et est remplacé par Dave Beasant. Il n'est pas sélectionné pour l'Euro 1992 mais est désigné comme gardien de réserve puis l'Angleterre ne se qualifie pas pour la Coupe du monde 1994.
Lors de l'Euro 1996, Seaman s'illustre en détournant un penalty contre l'Écosse et un tir au but en quart de finale contre l'Espagne. Il est nommé MBE (membre de l'Ordre de l'Empire britannique) dans la liste d'honneurs du Nouvel An de la Reine de 1997 pour ses services rendus à l'Association Football. À l'occasion de sa 37e sélection, il est capitaine de l'Angleterre pour le match contre la Moldavie le 10 septembre.
En 1998, il est absent trois matches avec l'Angleterre, mais revient pour une victoire 3-0 contre le Portugal à Wembley. Glenn Hoddle joue un rôle essentiel dans l'équipe de la Coupe du Monde, mais il donne un penalty contre l'Argentine et ne peut sauver l'Angleterre. David Beckham est expulsé et l'Angleterre s'exécute aux tirs au but après la défaite de Paul Ince et David Batty. En 1999, il célèbre sa 50e cape pour l'Angleterre mais se blesse au 1-1 dans le match nul contre la Hongrie à Wembley. Il manque les matches de qualification pour l'Euro 2000 contre la Pologne et le Luxembourg en raison d’une blessure récurrente au mollet qui l’afflige toute la saison.
Il est sélectionné dans pour l'Euro 2000 de Kevin Keegan mais l'équipe est éliminé au premier tour. En octobre 2000, Dietmar Hamann le bat avec un coup franc à distance lors de la défaite 1-0 lors de la qualification pour la Coupe du monde 2002. En mai 2002, il fait son retour à la forme après une blessure à long terme par le coach Sven-Goran Eriksson à la Coupe du monde. Mais lors du dernier affrontement de l'Angleterre contre le Brésil, il est responsable du but vainqueur des Sud-Américains lorsque le tir enroulé de Ronaldinho sur un coup franc lointain passe au-dessus sa tête. Le 16 octobre 2002, lors de sa dernière sélection, il est battu par un autre « coup de chance » - cette fois, le corner de Artim Sakiri (Macédoine) flotte au-dessus de lui et entre dans le filet alors que l'Angleterre subit un match nul de manière embarrassante 2-2 à St Mary's,.
International à 75 reprises, il participe notamment à l'Euro 1996 (demi-finaliste) et 2000 (1er tour) ainsi qu'aux Coupes du monde 1998 (8e de finale) et 2002 (quarts de finale).

### Style de jeu
David Seaman établit auprès d’Arsenal et de l’Angleterre sa réputation de « mains sûres » et de moustache immédiatement reconnaissable. Pendant des années, la queue de cheval a parfois démenti sa capacité de réaction pour une incroyable agilité. En dépit de ses capacités, il a continuellement suscité une telle antipathie qui, en réalité, a été renforcée par une série de gaffes qui ont nui à son excellence générale. Les coups francs et les tirs de longue distance lui ont souvent porté préjudice.

### Vie privée
Il est marié de 1985 à 1995 à Sandra, avec qui il a deux enfants. Il épouse Debbie Rodgers le 15 juillet 1998, avec qui il a également deux enfants. Ils divorcent le 11 mars 2010. Depuis qu'il a pris sa retraite, il a participé à diverses émissions de chat et a également remporté le concours Strictly Ice Dancing (une version unique de Strictly Come Dancing). Il a également fait une apparition dans la série Dancing On Ice dans laquelle il s'est classé quatrième et a ensuite noué une relation avec Frankie Poultney, l'une des danseuses du spectacle. Bien que les deux n'aient jamais été de véritables partenaires de patinage, ils se sont rencontrés lors de la tournée en direct en 2008 et se sont mariés le 7 février 2015. 
En 2000, Seaman publie son livre Safe Hands: My Autobiography dans lequel il parle de sa carrière de joueur distingué ainsi que des singeries originales du côté Arsenal des années 1990. 
En juin 2012, il rejoint le Wembley FC en tant qu'entraîneur des gardiens du nouveau directeur technique, Terry Venables, pour la FA Cup. Il s’agissait d’un rôle temporaire dans le cadre d’une campagne de sponsoring et de marketing menée par Budweiser, sponsor de la FA Cup cette année-là. 
En 2016, David Seaman a travaillé comme ambassadeur de la marque pour la société de paris en ligne 888Sport tout au long de leur campagne pour l'Euro 2016. La même année, Seaman est également intronisé au Hall of Fame du football anglais pour ses services.
En 2018, Seaman est engagé par Playon comme l'un de ses ambassadeurs. Fondé par l'ancien international international britannique Viv Anderson Playon, il s'agit d'un réseau mondial de professionnels du sport qui offre aux anciens joueurs la possibilité de continuer à gagner de l'argent et de conserver leur valeur à la retraite.

## Palmarès
Arsenal
- Premier League (3)
  - Champion en 1990/91, 1997/98 et 2001/02
  - Vice-champion : 1998/99, 1999/00, 2000/01 et 2002/03
- FA Cup (4)
  - Vainqueur : 1993, 1998, 2002 et 2003
  - Finaliste : 2001
- League Cup (1)
  - Vainqueur : 1993
- Community Shield (4)
  - Vainqueur : 1991, 1998, 1999 et 2002
  - Finaliste : 1993
- Coupe des vainqueurs de coupe (1)
  - Vainqueur : 1994
  - Finaliste : 1995
- Coupe de l'UEFA
  - Finaliste : 2000

Trophées individuels :
- Joueur du mois en Premier League : avril 1995
- Membre de l'équipe type de Première Division : 1990/91
- Membre de l'équipe type de Premier League 1996/97
- Membre de l'équipe type du Championnat d'Europe de football 1996